# 롱위

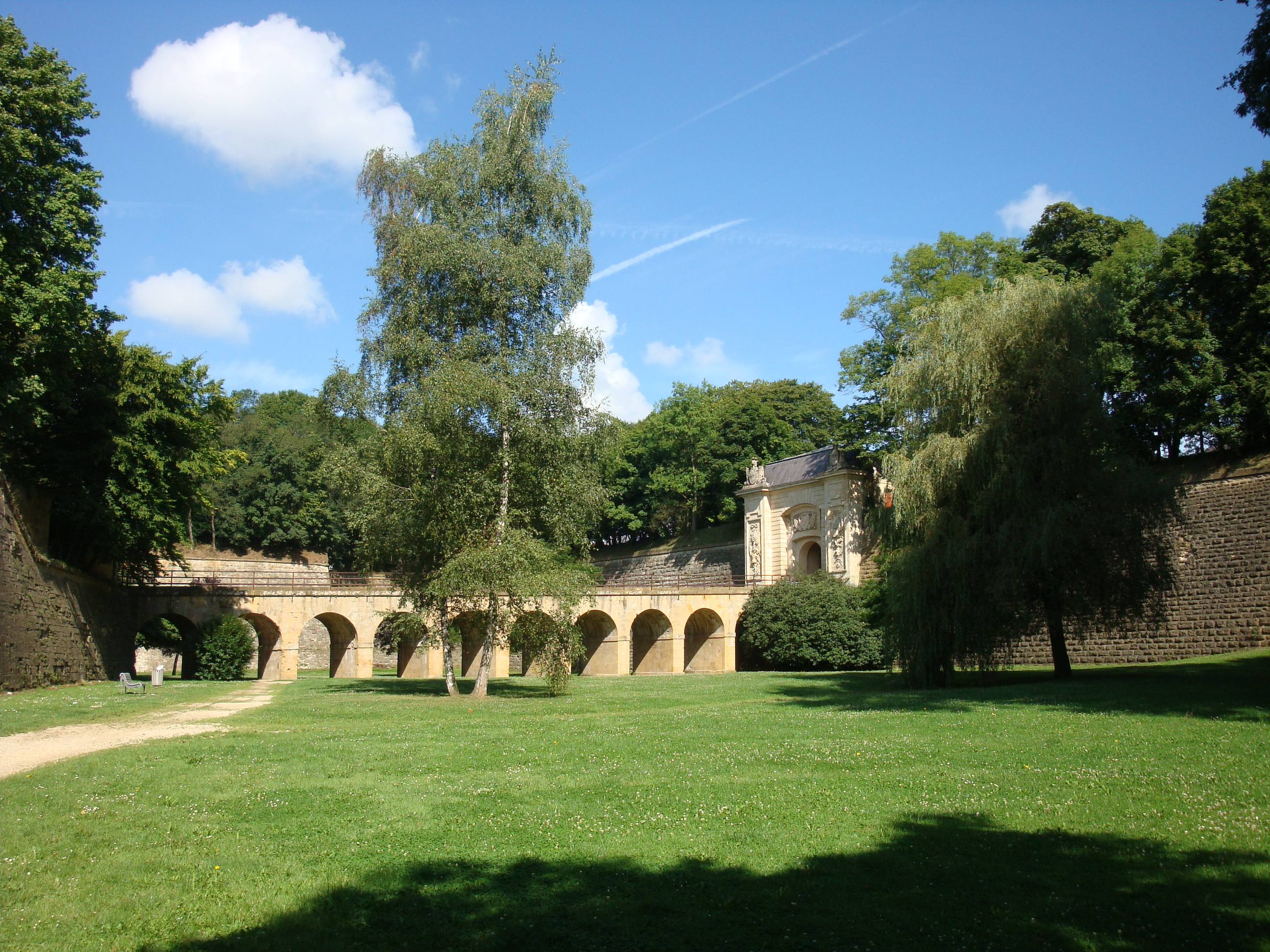

롱위(Longwy)는 프랑스 북동부 로렌에 위치한 뫼르트에모젤주의 도시이다. 이곳의 사람들은 스스로를 롱고비시앙(Longoviciens)이라고 부른다.

## 경제
롱위는 역사적으로 로렌 철광산 지역의 산업 중심지였다. 이 타운은 예술적인 광택 도자기로 명성이 높다. 1988년에는 대우가 프랑스 롱위에 전자레인지 공장을 건립했다.

## 역사
롱위는 처음에는 로타링기아에 속해 있었다. 왕국의 분할 이후에 이 마을은 상부 로렌의 일부가 되었고, 결국에는 바 공작령이 되었다. 1368년 롱위는 룩셈부르크의 벤첼 1세 공작에게 양도되었지만, 1378년 다시 바 공작에게 반납되었다. 그 후 1480년 바 공작령은 로렌 공작령과 합병되었다.
1648–1660 롱위는 프랑스 왕국의 일부로 그 이후 로렌 공작령이 되었다가 다시 1670년 프랑스의 일부가 된다. 1678년에 있었던 네이메헌 조약으로 종결되었다. 프랑스 왕 루이 14세 때 보방은 이곳을 요새화했다.

## 기타
룩셈부르크 화가 장 밥티스트 프레세즈(1800–1867)가 이곳 롱위에서 태어났다. 2008년 롱위의 빌뇌브(ville neuve, "새로운 마을")는 《보방의 성채》의 일부로 유네스코 세계 유산으로 등재되었다.